# Funicularul din Târgu Ocna
Funicularul din Târgu Ocna, denumit și Teledinamicul sau Americanul, a fost primul funicular construit din România (Moldova și Țara Românească). Acesta a fost proiectat și executat de inginerul Anghel Saligny între anii 1883 și 1885 și construit de către Casa Adolf Bleichert din Leipzig. Instalația avea o lungime de 2100 m, trecând peste dealul Fețele Târgului. A funcționat între 1 februarie 1885 și 30 octombrie 1896.
Sistemul de transport aerian a fost utilizat pentru transportul sării de la gura de extracție a Salinei până la Gara Mare. În urma inaugurării tunelului de extracție, început în construcție în 28 iulie 1891 în prezența regelui Carol I al României, funicularul a fost dezafectat.

## Construcție

### Context
Transportul sării de la ocnele de sare din Târgu Ocna s-a realizat de-a lungul timpului prin:
- extracția prin puțuri verticale de ocnă și transportarea cu carele sau pe șaua cailor, fiind ambalată în saci făcuți din piele de bivol;[3]
- după inaugurarea căii ferate Adjud–Târgu Ocna în 28 septembrie 1884, sarea a fost transportată cu carele de la gura de extracție până la stația Târgu Ocna;[3]
- după inaugurarea funicularului (sau teledinamicului) în 1 februarie 1885 și până la desființarea acestuia în 30 octombrie 1896, sarea a fost transportată de la ocnele de sare până la rampa de sare din stația Târgu Ocna cu instalația aeriană;[3]
- după inaugurarea în toamna anului 1896 a prelungirii căii ferate de la stația Târgu Ocna la Halta Salina, și de la haltă la magaziile de sare ale salinei cu o cale ferată industrială, unde sarea era extrasă printr-un tunel[3] inaugurat în 1895,[2] sarea a fost încărcată direct în vagoanele de cale ferată.[3]

În 13 septembrie 1872 societatea acționarilor din Căile Ferate Române (CFR) a inaugurat calea ferată București–Ploiești–Buzău–Galați–Tecuci–Mărășești–Adjud–Roman, cale principală pe care aveau să se dezvolte ulterior celelalte căi secundare ale principatelor. În 15 septembrie 1869 s-a inaugurat calea ferată Suceava–Pașcani–Verești–Roman. Datorită zăcământului de sare de la Târgu Ocna, care aducea un venit substanțial la bugetul României, Austro-Ungaria și România au fost interesate să construiască o cale ferată transcarpatică prin pasul Ghimeș-Palanca din Valea Trotușului, care să facă legătura între Transilvania și Moldova. Astfel, CFR a inaugurat în 28 septembrie 1884 calea ferată Adjud–Târgu Ocna (destinată inițial doar mărfurilor de sare) iar Magyar Államvasutak (MÁV) a inaugurat în 18 octombrie 1897 calea ferată Ciceu–Ghimeș Frontieră.
Calea ferată Adjud–Târgu Ocna s-a construit după tipul căilor normale principale până în stația Târgu Ocna (altitudinea de 280 m). Însă, legătura între oraș și Saline a prezentat dificultăți prin terenul foarte accidentat, propunându-se următoarele soluții:
- continuarea căii ferate până în interiorul salinelor printr-un tunel;[4]
- continuarea căii ferate până la poalele dealului pe care se află salinele (Fețele Târgului[1]) și legarea salinelor cu o haltă terminală printr-un plan înclinat⁠(en)[traduceți];[4]
- legarea orașului cu salinele printr-o cale teledinamică.[4]

Prima soluție a fost eliminată fără a se studia în continuare, întrucât ar fi reprezentat cel mai mare cost de construcție și dificultăți în întreținerea unei căi ferate amplasate pe alunecări de teren, specifice dealurilor în care se aflau salinele Târgu Ocnei.
A doua soluție presupunea parcurgerea urbei de-a lungul iar capătul liniei să fie amplasat pe terenuri rele. Ulterior, linia s-ar fi continuat pe marginea pârâului Vâlcica, pe o lungime de 400 m. Cum legătura cu salinele nu se putea face direct, era nevoie de un plan înclinat pentru unirea haltei terminale cu salinele aflate la 600 m la dreapta haltei și la o înălțime de 76 m deasupra ei. Direcțiunea construcțiunei liniei Adjud–Târgu Ocna a calculat costul de peste 300 000 lei.
Costurile mari de construcție, dificultățile de întreținere din cauza alunecărilor de teren de lângă pârâu și cele de exploatare prin traversarea urbei au dus ca inginerul șef Anghel Saligny, directorul liniei, să propună unirea stației Târgu Ocna cu salinele printr-o cale teledinamică directă. Construcția consta dintr-o serie de pari de lemn, care puteau fi înlocuiți ușor, unde calea de rulare nu era influențată prea mult de dificultatea terenului. Într-un final, construcția instalației costa mult mai puțin decât o cale ferată între stație și Saline și avea un randament mai mare decât producția pe moment a exploatării miniere. Pe baza acestor motive, Ministerul Lucrărilor publice a aprobat propunerea inginerului șef.

### Descriere
Construcția funicularului a revenit Casei Adolf Bleichert et Co. din Leipzig-Gohlis, prin reprezentanții Arbenz și Wolff din București, cu care s-a încheiat contractul în 1 august 1883. Beneficiarul a fost Regia Monopolului de Stat (R.M.S.) – Salina Târgu Ocna. Calea funicularului a fost realizată în linie dreaptă, între stația Târgu Ocna și Saline, fiind amplasată în afara urbei. Lucrarea a fost finalizată în ianuarie 1885 și a ieșit în evidență a fi singurul teledinamic din România.
Diferența de nivel era de 98,04 m și o lungime între pilonii extremi de 2100 m. Profilul era în rampă continuă pe o lungime de 1125 m, până la punctul cel mai înalt de la 178,98 m, de unde urma o secțiune orizontală de 27 m și ulterior o pantă spre Saline.

#### Cabluri
Calea era formată din stâlpi din lemn pe care se aflau 4 cabluri metalice din care cele două superioare și în plan orizontal erau cabluri purtătoare, fixe și aveau rol de suport al roților vagonetelor. Cele două cabluri inferioare, aflate în același plan, erau cabluri de tracțiune și formau un singur cablu fără sfârșit, înfășurat la extremități pe două roți fixe de scripete. Se afla într-o mișcare continuă. Acesta trăgea după el vagonetele. Distanțele dintre stâlpi și înălțimea lor depindea de configurația terenului, unde cea mai mare distanță între doi stâlpi consecutivi era de 155 m și cea mai mare înălțime a lor de 20,59 m.
Cablurile purtătoare erau formate din două straturi de fire de oțel înfășurate în spirală în jurul unui fir central. Cablul destinat circulării vagonetelor pline avea 33 mm în diametru și era compus din 19 fire de 6,2 mm, iar cel destinat vagonetelor goale avea 24 mm în diametru și era compus din 19 fire de 4,8 mm. Oțelul din fire avea o rezistență la ruptură de 70 kg.
Cablurile amândouă erau asamblate din bucăți înnădite cu manșoane, unde un manșon era compus din doi cilindri legați între ei de o piuliță. Manșoanele erau găurite sub formă de trunchi de con și erau fixate de extremitățile cablurilor prin răsfirarea firelor și umplerea spațiilor printr-un aliaj fuzibil. Cablurile purtătoare se prelungeau în stația de descărcare prin lanțuri care treceau pe câte o roată de scripete și se terminau cu o greutate fixă.
Cablul de tracțiune avea un diametru de 18 mm și era compus de 72 fire de 1,4 mm diametru fiecare. Firele erau din oțel de creuzet și aveau rezistența la rupere de 120 kg. Secțiunile de cablu erau înnădite după aceeași metodă cu cablul purtător.
În stația de încărcare, vagonetele erau umplute cu sare din depozitul aflat după peretele stației, fiind conduse cu mâna până la un ac de cuplare. În acel punct depărtarea dintre cablurile purtătoare și cele de tracțiune era intermediată de roata aparatului de cuplare, care atingea cablul de tracțiune. În acel moment lucrătorul cupla vagonetul și îl lăsa a fi condus prin mișcarea cablului de tracțiune și până la stația de descărcare se decupla automatic prin declanșator. Ulterior, un lucrător conducea cu mâna vagonetul pe o șină care înconjura stația de descărcare pentru a-l aduce la vagonul căii ferate, unde vagonetul era descărcat prin basculare în jurul axului longitudinal. După descărcare lucrătorul conducea vagonetul până la acul de cuplare și îl lăsa de fie preluat de cablul de tracțiune, până înapoi la stația de încărcare pentru a se relua procesul.
Viteza cablului de tracțiune și a vagonetelor era de 1,25 m pe secundă, iar manșoanele cablului erau la o distanță de 90 m între ele, putând descărca astfel un vagonet la fiecare 72 de secunde. Un vagonet putea căra 200 de kilograme, randamentul teledinamicului fiind de 10 tone pe oră sau 30 000 tone pe an dacă era în funcțiune 10 ore pe zi. Randamentul instalației putea fi crescut prin mărirea vitezei cablului, unde după modul de construcție se permitea mărirea cu 20 %, ducând la un randament de 36 000 tone anual. În comparație, Salinele Târgu Ocnei produceau la acel moment 18 000 tone de sare anual.
Calea teledinamică a costat în total 115 000 lei, din care materialele Casei Adolf Bleichert 61 377 lei (incluzând mașină cu aburi și căldare – 4562,50 lei, 52 de vagonete – un vagonet 200 lei, cablurile purtătoare 18 987,50 lei, cablurile de tracțiune 7920 lei și toate piesele metalice), 33 423 lei stațiile de încărcare și descărcare, a celei intermediare și stâlpilor și 20 000 lei pentru magazia de sare din curtea salinelor, legată la stația de încărcare.

## Ieșire din uz

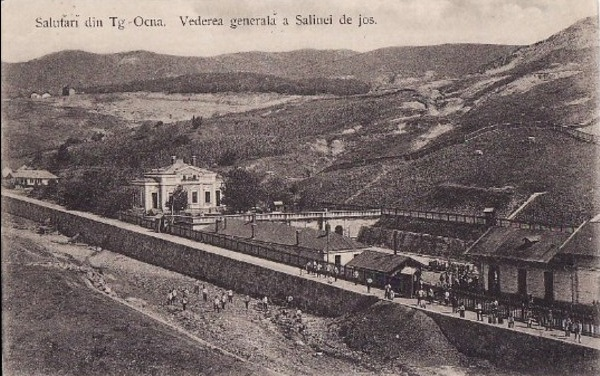
Mutarea gurii și metodei de extracție a dus la dezafectarea funicularului. În prim-plan, noul amplasament al salinei, Salina de Jos, după inaugurarea tunelului de extracție. În planul depărtat, la stânga, Salina de Sus, cu ascensorul deasupra exploatărilor Ocnița și Moldova Veche, unde noul tunel se termina.

Funicularul a început să fie înlocuit de o linie de cale ferată, ce în fapt era o prelungire a liniei începând din stația Târgu Ocna până la Halta Salina, iar de la haltă până la magaziile de sare ale salinei s-a construit o cale ferată industrială. Prelungirea a fost construită în anul 1896. Tunelul de extracție al salinei, dat în folosință după 1895, pornea din valea pârâului Vâlcica și avea o lungime de 876 m, secțiunea de 4,80 metri pătrați și cobora 80 m în adâncime. Astfel instalația teledinamică a funcționat 11 ani (1885–1896).
Ulterior, în 27 septembrie 1898 CFR a inaugurat calea ferată Halta Salina–Comănești–Moinești iar în 6 aprilie 1899 calea ferată Comănești–Ghimeș Frontieră, cu legătura cu calea ferată ungară Ghimeș Frontieră–Ciceu.